# Історія Лаосу

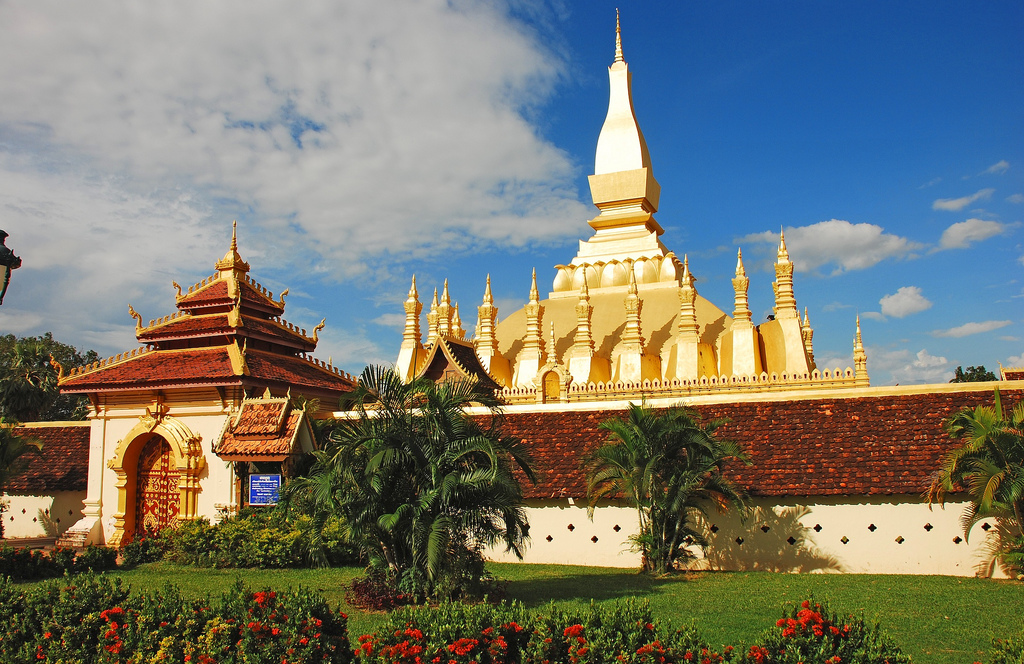
Pha That Luang у В'єнтьяні — національний символ Лаосу

Історія Лаосу

## Доісторичний період
Сліди перебування людини на території Лаосу відносяться до палеоліту. В 4 тис. до н. е. почало розвиватись землеробство. Найдавніші поселенці на території Лаосу — представники мон-кхмерських народів, а саме — кму в північній частині та гірські кхмери в південній. До кінця 1 тис. до н. е. — початку 1 тис. н. е. відноситься археологічна культура долини глеків.

## Рання історія
Починаючи з 5 ст. починається експансія на територію Лаосу з півдня кхмерських держав Фунань і Ченла. Також з 7-8 ст. на північ Лаосу проникають тайські народи.

## Середні віки
Протягом 9—13 ст. територія країни була провінцією Кхмерської імперії. Батьківщиною провідного народу країни — лао був сучасний південний Китай. Під тиском монголів племена лао знялись з насиджених місць і заселили територію нинішнього Лаосу. Як незалежне буддійське королівство Лаос виник у 1353 р. , коли лаоський принц Фангун заснував державу під назвою Лансанг (Лан Санг Гом Кхао = Країна мільйона слонів та Білої парасольки). Протягом певного часу це була досить сильна держава, що завоювала деякі сусідні князівства. Починаючи з 17—18 ст. на Лансанг нападали Бірма та Аннам і на початку 18 ст. країна розпалась на 3 окремих королівства — Луангпхабанг, В'єнтьян і Тямпасак. У 1828 р. В'єнтьян був підкорений Сіамом. Луангпрабанг попервах став васалом Аннаму, але 1835 р. його теж захопив Сіам, така ж доля спіткала Тямпасак.

## Новий час
3 жовтня 1893 р. Сіам визнав французький протекторат над Лаосом.
З 1893 по 1954 Лаос разом з В'єтнамом і Камбоджею був французьким протекторатом і входив до складу Французького Індокитаю.
Після японської окупації 1941—1945 рр. 12 жовтня 1945 р. Лаос було проголошено незалежною державою Патет-Лао (Країна лао). У березні 1946 р. французькі війська повернулись у Лаос. 22 жовтня 1953 р. Франція визнала незалежність Лаосу, який став королівством.
Після державного перевороту 9 серпня 1960 р. в країні спалахнула громадянська війна. Вона йшла з 1960 по 1975.
Після поразки у 1975 р. проамериканських урядів Південного В'єтнаму і Камбоджі Лаосом теж заволоділи комуністи. На Національному конгресі народних представників, що відбувся 1—2 грудня 1975, вони скасували монархію та проголосили Лаоську Народно-Демократичну Республіку (ЛНДР).
Її президентом 3 грудня став колишній принц Суфанувонг, але реально влада перебувала у руках прем'єр-міністра Кейсона Фомвіхана (лідера лаоських комуністів з 1955 р.). ЛНДР почала тісно співпрацювати з СРСР, СРВ та іншими соціалістичними країнами. Особливо Лаос залежав від економічної допомоги В'єтнаму і СРСР з 1979 р., коли В'єтнам окупував Камбоджу.
У XX ст. територія Лаосу регулярно ставала об'єктом експансії. Франція встановила контроль над країнами Індокитаю в 1899 і зберігала в цьому регіоні статус колоніальної держави аж до підписання Женевських угод в 1954. Після цього вона була вимушена вивести свої війська з Лаосу. Потім США намагалися зробити Лаос аванпостом в холодній війні проти Китаю, Північного В'єтнаму і СРСР.
Наприкінці 1980-х — на початку 1990-х років після розпаду СРСР Лаос розширив економічні зв'язки з міжнародними організаціями та розвиненими країнами Європи, а також Японією і Австралією (загальна сума інвестицій близько 5 млрд доларів США). З'явились ознаки лібералізації режиму та реструктуризації економіки. Нову конституцію було прийнято 14 серпня 1991. Вона передбачала сильну владу президента, яким став Кейсон Фомвіхан. Після його смерті 21 листопада 1992 президентом став Нуак Фумсаван. США і Лаос відновили дипломатичні відносини у травні 1992 р. 24 лютого 1998 р. президентом країни став Хамтай Сіфандон (лідер лаоських комуністів з 25 листопада 1992 р.).